# Jaroslav Němec (právník)
Jaroslav Němec (23. března 1910 Ořechov u Uherského Hradiště – 7. října 1992 Washington, D.C.) byl český voják, důstojník Československé exilové armády, vojenský prokurátor, zakladatel a první generální sekretář Společnosti pro vědy a umění (zal. roku 1958 ve Washingtonu, D.C.)

## Život
Jaroš Němec se narodil v Ořechově č.p. 5 jako syn učitele Jaroslava Němce a jeho manželky Boženy, roz. Chrastinové. Po 5 ročnících obecné školy v Ořechově studoval 8 let na reálném gymnasiu v Uherském Hradišti a poté na Právnické fakultě Masarykovy univerzity v Brně, kde získal v roce 1937 diplom doktora věd právních a státních.
Do právnické praxe nastoupil v roce 1938 a to u krajského soudu v Uherském Hradišti. Po březnové okupaci Československa 1939 se stal členem krajského velení odbojové organizace Obrana národa a po jejím prozrazení Gestapu unikl do ciziny. Přes Maďarsko, Jugoslávii, Řecko, Turecko a Sýrii se dostal do Francie a tam vstoupil do tvořící se Československé exilové armády v Agde počátkem ledna 1940.
Jako záložní důstojník s kulometným výcvikem sloužil nejprve jako velitel 12. kulometné roty polního pluku 2 a poté byl jmenován vyšetřujícím soudcem u nově utvořeného čs. divizního soudu v Béziers.
Po pádu Francie se dostal s ostatními československými jednotkami po moři do Anglie, od prosince 1940 byl přidělen úřadu vrchního polního prokurátora v Londýně, tam složil vojenskou soudcovskou zkoušku. Následně jej exilový ministr národní obrany Sergěj Ingr jmenoval soudcem u polního soudu čs. obrněné brigády a brzy poté prokurátorem u téže jednotky.
V roce 1943 se oženil s úřednicí čs. ministerstva financí, Jarmilou Ježkovou.
Rozkazem generála Ingra byl počátkem roku 1944 jmenován vrchním polním prokurátorem u 1. čs. armádního sboru, který se tvořil v SSSR, a v srpnu 1944 odjel na východní frontu. Manželka Jarmila zůstala v Anglii.
Jako většina důstojníků, kteří přišli na východní frontu z Anglie, ani Jaroslav Němec nezískal důvěru generála Svobody, a navíc se s ním dostal do konfliktu v názoru na celistvost území československého státu. To a vědomí, že vedoucí osobnosti v československé východní armádě, zejména plukovník Reicin a generál Procházka, vedou subversivní činnost proti československé demokracii, které nemohl čelit, způsobilo odchod Jaroslava Němce z armády.
Odešel jako štábní kapitán justiční služby na vlastní žádost do zálohy a nastoupil na ministerstvu vnitra ve zpravodajském odboru generála Josefa Bartíka. Bartík byl v r. 1946 komunistickým ministrem Noskem propuštěn. Němec na ministerstvu zůstal jako přednosta oddělení reemigrace a repatriace až do února 1948, kdy byl akčním výborem ministerstva vnitra propuštěn. V zájmu vlastní bezpečnosti musel znovu do ciziny, po všemožných překážkách přešel i s manželkou do Německa až 1. října 1950. V Německu pracoval u generála Františka Moravce.
Počátkem roku 1952 emigroval do USA. Začínal jako pomocná síla u plnicí linky ve firmě Coca-Cola a vedle všemožných dalších zaměstnání začal v roce 1954 studovat knihovnictví na Catholic University of America. Manželka Jarmila pracovala jako prodavačka. V roce 1956 se stal knihovníkem American Medical Association ve Washingtonu DC a v roce 1959 nastoupil u National Library of Medicine ve Washingtonu DC jako specialista v oboru historie a bibliografie soudního lékařství.
Slibný vývoj byl přerušen dlouhou nemocí manželky Jarmily a její smrtí v roce 1967. V roce 1969 se Jaroš znovu oženil, a to s Ludmilou Pavlíkovou, roz. Hrdovou, bývalou učitelkou a vdovou po jeho zemřelém příteli majoru Vladimíru Pavlíkovi.
Ve službě u National Library of Medicine ve Washingtonu DC zůstal až do roku 1976, kdy na vlastní žádost odešel do důchodu.

## Společnost pro vědy a umění
Na základě podnětu Vlasty Vrázové, předsedkyně Československé národní rady americké (s ústředím v Chicagu), Jaroslav Němec založil v roce 1956 místní pobočku této krajanské organizace ve Washingtonu, D.C. Na jejím základě, s významnou podporou Vlasty Vrázové, pak v roce 1958 založil ve Washingtonu DC Společnost pro vědy a umění (SVU), jejíž vznik byl veřejně vyhlášen 24. října 1958.
Jaroslav Němec přesvědčil světově proslulého matematika Václava Hlavatého, aby se stal prvním předsedou SVU. Sám se stal jejím prvním generálním sekretářem. V letech 1968-1970 byl předsedou SVU a v letech 1980–1985 též editorem zpravodaje SVU NEWS / ZPRÁVY SVU.
Němec si také zajistil hned v počátcích podporu pro SVU mezi umělci a spisovateli: získal Jarmilu Novotnou, Rafaela Kubelíka, Rudolfa Firkušného, Ladislava Radimského a jiné, zatímco mezi politiky získal podporu od Ladislava Feierabenda, Juraje Slávika, Jozefa Lettricha, Arnošta Heidricha, Štefana Osuského. Mezi zakládajícími členy byli také Josef Hašek (otec Elišky Haškové Coolidge) a František Schwarzenberg.
Důvodem založení SVU byla Němcova úvaha:
Máme-li přispět v boji za svobodnou demokratickou Československou republiku, pak bude především třeba vysvětlit, a to zejména našim americkým kolegům, že my nepřicházíme z nějakých zapadlých koutů východní Evropy, že naše kultura a civilizace byly odedávna součástí západního světa. Na počátku padesátých let pozice Československa ve svobodném světě nebyla lepší než v době Mnichova, kdy byla charakterizována Chamberlainovým výrokem, že o nás nic neví. A to, co ví o nás, Češích a Slovácích, bylo většinou neobjektivní.
Máme-li změnit něco na této situaci, musíme se zaměřit především na akademické kruhy a university, už proto, že tyto vychovávají nové generace, nové vedoucí osobnosti světa. Ovšem na počátku jsme potřebovali širší základnu mezi našimi českými a slovenskými občany, obzvláště zde v Americe. A tady jsme narazili na odpor. Na jedné straně se naše snahy setkaly s nedůvěrou u krajanů starousedlíků. Tu se nám však podařilo překonat s pomocí nejvýznamnější krajanské organizace, Československé národní rady americké (ČSNRA) v Chicagu, do té míry, že jsme mohli započít, se značnou podporou Vlasty Vrázové, práci pro SVU v rámci místní pobočky ČSNRA ve Washingtonu DC. Daleko obtížnější bylo se vypořádat s naší politickou emigrací dřívějších ministrů, poslanců a politiků, kteří nám jasně dali najevo, že pokládali snahy SVU za nepřípustné vměšování se do jejich domény. A proto jsme zdůrazňovali od prvých našich počátků, že jsme organizací nezávislou a nepolitickou. 

## Hudba a Slovácko
Němec byl od svých 17 let houslistou ořechovské muziky, od r. 1931 hrál ve Slováckém krúžku v Brně, v letech 1933–1936 jako jeho primáš. V roce 1939 vedl hudbu nově založeného Slováckého krúžku v Uherském Hradišti. Slovácký krúžek založil také v exilové armádě v Anglii spolu s Antonínem Bartošem ze skupiny Clay a dalšími kamarády ze Slovácka.
Němcova láska k rodnému Slovácku je dokumentována mj. jeho dlouholetým studiem historických materiálů o dějinách obce Ořechov a jejího okolí, na jehož základě vydal čtyřsvazkové dílo zachycující místopisnou historii od roku 1131.

## Odborné publikace
Kromě řady článků v oblasti soudního lékařství Jaroslav Němec sepsal i významné publikace, z nichž některé byly pro svou nadčasovost převedeny do digitálních sbírek:

a jiné byly ve své době oceněny pro jejich záběr, např. International Bibliography on Medicolegal Serials 1736-1967 (1969)
 nebo International Bibliography of the History of Legal Medicine (1974).

## Ocenění
Dne 28. října 1998 prezident České republiky Václav Havel vyznamenal Jaroslava Němce in memoriam Medailí Za zásluhy I. stupně. Dne 20. října 2018 byl Jaroslavu Němcovi odhalen památník v jeho rodné obci Ořechov u Uherského Hradiště.